# Bananarama
Bananarama es un grupo británico de música pop creado en 1979 por Sara Dallin, Keren Woodward y Siobhan Fahey, siendo esta última sustituida en 1988 por Jacquie O'Sullivan, quien también abandonó la formación en 1991. En 2017 se reintegró Siobhan Fahey, tras anunciar el grupo una nueva gira.
Su nombre proviene de mezclar la palabra «banana» con el título de la canción de Roxy Music «Pyjamarama». Algunas versiones indicaban que la palabra «banana» surgió del programa infantil de televisión The Banana Splits; sin embargo, Woodward ha explicado que surgió tras grabar su primer sencillo en idioma suajili, relacionando a esa fruta con algo tropical.

## Carrera

### Inicio
La banda se formó en Londres en 1979 por Keren Woodward y Sarah Dallin, amigas desde la infancia, a las que se une Siobhan Fahey, quien a su vez había conocido a Sarah en la Escuela de Moda londinense en la que ambas estudiaban.
Después de haber empezado cantando en fiestas, en casas de amigos y compañeros, y en nightclubs, donde el acompañamiento estaba todo grabado en una cinta y ninguna de ellas tocaba ningún instrumento, llamaron la atención del exbatería del grupo Sex Pistols, Paul Cook, quien produjo su primer sencillo, una versión de «Aie A Mwana» de Black Blood, cantada en idioma suajili. 
Tras acompañar al grupo Fun Boy Three en su tema «It Ain't What You Do (It's The Way That You Do It)», que llegó al #4 de la lista británica de sencillos en febrero de 1982, el grupo devolvió el favor a Bananarama en abril de ese mismo año con una colaboración en la canción «Really Saying Something», una versión del tema de The Velvelettes que confirmó el éxito de las chicas en Gran Bretaña, alcanzando el puesto #5 en la lista de éxitos de su país.
Su primer disco, lanzado en 1983 y que llegó al número #7 de la lista inglesa de álbumes, lleva como título Deep Sea Skiving e incluye éxitos como «Shy Boy», que fue #4 y cuyo videoclip fue dirigido por Midge Ure y Chris Cross (ambos de Ultravox), o «Na Na Hey Hey (Kiss Him Goodbye)», que alcanzó el puesto #5.
En julio de 1983 publican, como avance de un futuro trabajo, el tema «Cruel Summer», #8 en el Reino Unido y su primer éxito en los Estados Unidos. Otro de sus grandes logros fue el sencillo «Robert De Niro's Waiting», cuya letra trataba sobre una chica que había sido violada. Alcanzó el número 3 de la lista británica de singles en marzo de 1984. Este triunfo animó a las chicas a abordar temáticas más serias, que quedarían plasmadas en su siguiente larga duración, realizado ese mismo año y producido en su totalidad por Steve Jolley y Tony Swain. A pesar de ser un segundo trabajo, el álbum fue llamado del mismo modo que el grupo, Bananarama, y llegó al número 16 en la lista del Reino Unido.
La canción «Cruel Summer» formó parte del disco de la película The Karate Kid y el grupo participó en la canción benéfica "Do They Know it's Christmas?" de Band Aid.
Sus siguientes trabajos, temas como «Rough Justice» -una canción protesta sobre las tensiones políticas en Irlanda del Norte-, «Hot Line To Heaven» o «Do Not Disturb», lanzados en agosto de 1985 como anticipo de un futuro álbum, no cumplieron las expectativas previstas.

### Desarrollo artístico
En mayo de 1986 la suerte del grupo mejoró notablemente, al ponerse en contacto con el trío de productores de moda en aquel momento en el Reino Unido, Stock, Aitken y Waterman, para que estos produjeran dos temas para su nuevo álbum, llamado True Confessions. El trío había producido en 1985 el exitoso sencillo del grupo Dead Or Alive, «You Spin' Me Round (Like A Record)» y Bananarama quería ese nuevo sonido Hi-NRG para hacer una versión de una canción que las acompañaba desde sus inicios: el tema «Venus» del grupo holandés Shocking Blue. El resultado fue un éxito, y «Venus» llegó a lo más alto de los charts incluso a nivel internacional, alcanzando el puesto #8 en el Reino Unido y el número 1 en los Estados Unidos y Australia. El segundo tema, «More Than Physical», no tuvo tanta suerte: llegó al puesto #41 en el Reino Unido y al #73 en los Estados Unidos.
El álbum True Confessions no pasó del puesto #46 en el Reino Unido, pero tuvo mayor difusión en los Estados Unidos, donde alcanzó el número 15 en el Billboard 200.
En 1987, Stock, Aitken y Waterman produjeron íntegramente su siguiente disco, WOW!, el trabajo más exitoso del grupo hasta la fecha, sin tener en cuenta la compilación de grandes éxitos que publicarían al año siguiente. Este disco, que alcanzó el número 26 en el Reino Unido y llegó a ser número 1 en Australia, contiene sencillos como «I Heard A Rumour» (número 14 en el Reino Unido y #4 en los Estados Unidos), «Love In The First Degree», que todavía hoy sigue siendo su sencillo más vendido en el Reino Unido (y que llegó al puesto #3 de la lista británica), o «I Can't Help It» (que fue número 20).

### Cambios en la formación
En febrero de 1988 Siobhan Fahey deja la banda tras casarse con Dave Stewart (integrante de Eurythmics). Uno de los motivos que se argumentaron en aquella época fue que ella ya no estaba contenta con la dirección artística que el grupo había tomado y por problemas con Pete Waterman. Posteriormente, Fahey fundaría el grupo Shakespears Sister. Aunque Sarah y Keren querían continuar como dúo, la compañía discográfica las presiona para que busquen una sustituta, pues considera que la imagen de Bananarama era la de tres chicas. Así fue como ambas alistaron a su amiga Jacquie O'Sullivan, que anteriormente había formado parte del grupo Sillelagh Sisters. Inmediatamente se pusieron manos a la obra y regrabaron las voces del que sería el último sencillo de WOW!, el tema «I Want You Back», otro de sus éxitos más sonados, que llegó al puesto #5 de la lista británica de sencillos.
Ese año, su casa de discos pensó que era el momento de cerrar esta etapa con la publicación de una recopilación en la que estuvieran todos los éxitos del grupo, y lanzó The Greatest Hits Collection, alcanzando al número #3 de la lista inglesa de álbumes. La compilación llegó incluso al número 2 de la lista española e incluía sus singles más importantes hasta entonces, y además dos temas nuevos: «Love, Truth and Honesty» y una nueva versión, diferente a la que las chicas habían hecho para el álbum WOW! de la canción de las Supremes «Nathan Jones».
Además, en 1988 la popularidad del grupo es enorme, sobre todo tras ingresar en el Libro Guinness de los récords como el grupo femenino de más éxito en la historia de Gran Bretaña.
En 1989 se sacó al mercado una nueva edición de este recopilatorio, añadiendo la versión que habían hecho, con la colaboración del grupo cómico Lananeeneenoonoo, del tema de The Beatles «Help!», lanzado como sencillo benéfico en febrero de ese mismo año, y que llegó al número 3 en la lista de su país.

### Nuevos cambios: de trío a dúo
Después de su gira en 1989 y tras un descanso en ese mismo año, el grupo decide volver a los estudios para grabar de nuevo con Stock, Aitken y Waterman, pero después de unos meses de trabajo las chicas deciden buscar una nueva línea de trabajo y de sonido, ya que no estaban satisfechas con los temas que estos estaban haciendo. De esta época son algunas de las canciones que nunca han sido editadas en ningún formato, como «I Don't Care», «Don't Throw it All Again» o una versión del clásico de David Bowie al más puro estilo PWL: «Changes».
Es entonces cuando se unen al productor Youth para lanzar  el álbum Pop Lifeel 13 de mayo de 1991, el único en el que participaría activamente Jacquie O'Sullivan, y que incluía los sencillos: «Only Your Love» en 1990 y para el año siguiente los sencillos: «Preacher Man» -que llegaría a ser el más exitoso de este disco-, una versión del tema de The Doobie Brothers «Long Train Running» y «Tripping On Your Love» (como último sencillo del disco)  que 
al igual que el álbum, no fueron muy bien en las listas inglesas. 
En 1991 el grupo nuevamente pierde una integrante, O'Sullivan deja el grupo en agosto, ya que en los tres años que permaneció en Bananarama siempre tuvo problemas de adaptación. Tras esta marcha, Keren y Sara deciden continuar como dúo, a pesar del rechazo de su discográfica, lanzando el álbum Please Yourself'el 29 de Marzo de 1993, álbum producido de nuevo, y bajo presión de su casa discográfica, por Stock y Waterman. De él se extrajeron tres sencillos: «Movin' On», «Last Thing On My Mind» -canción que no funcionó muy bien en las listas, pero que triunfaría años más tarde al ser grabada, bajo la producción de Pete Waterman, por el grupo Steps- en 1992, y una interpretación del tema de Andrea True «More, More, More» en 1993. El álbum estaba planeado como un homenaje a ABBA, con canciones nuevas y alguna versión de la famosa banda sueca, pero el grupo Erasure se les adelantó en el proyecto y Bananarama tuvo que declinar sus intenciones, aunque en algunos temas se percibe un sonido similar al utilizado por el cuarteto sueco. 
En 1993 finaliza su contrato con London Records y las chicas se quedan sin sello discográfico. En 1995 graban con los productores Metro (responsables años después del éxito «Believe» de Cher) I Found Love, trabajo que es lanzado en Japón mientras buscan una compañía que publique el disco en Europa. Finalmente el álbum es sacado al mercado bajo el título Ultraviolet, pero no llega a editarse en su país nativo. Los sencillos «Every Shade Of Blue» y «Take Me To Your Heart» se colocan en los primeros puestos de las listas dance alternativas de los Estados Unidos y Canadá, donde un sello independiente publica el disco. 
En 1998, con motivo del programa de televisión A Song For Eurotrash, donde se realizan versiones de canciones populares de Eurovisión, Sarah y Keren vuelven a juntarse con Siobhan para interpretar el tema «Waterloo» del grupo ABBA, saliendo victoriosas del concurso.

### Relanzamiento comercial
En 2001 se publica, bajo un sello francés, su octavo álbum de estudio, Exótica, disco que se editó únicamente en Francia y que apenas tuvo repercusión, promocionándose un par de sencillos: la versión del tema de George Michael «Careless Whisper» y el tema «If». 
En 2003 fichan por el sello A&G y empiezan la producción de lo que será su trabajo más ambicioso desde Pop Life. Durante meses graban con productores como Terry Ronald, Ian Masterson, Mute8, Corp & BlackCell y Leigh Guest. A mediados de 2005 publican su primer sencillo «Move In My Direction», canción que las devuelve a los charts ingleses, donde no habían publicado nada desde «More, More, More» en 1993. «Move In My Direction» alcanza un notorio puesto #14 en las listas británicas, seguido de la publicación del sencillo «Look On The Floor», y de su noveno álbum, al que titulan Drama.
Durante 2006 Bananarama sigue con la promoción de Drama por todo el mundo, publicándose el álbum en varios países como Alemania, Australia, Japón, Taiwán, Estados Unidos, donde «Look On The Floor» alcanzó el #2 en el Dance Chart Club, y España, donde este mismo sencillo llegó al puesto #12 de la lista nacional de sencillos.
En 2008 fichan por el sello discográfico Fascination, y editan al año siguiente el álbum Viva, producido por Ian Masterson. El primer sencillo, «Love Comes», solo llega al puesto #44 en el Reino Unido y el álbum tampoco es un éxito, alcanzando el puesto #87. En abril de 2010 se edita el segundo sencillo extraído del álbum, «Love Don't Live Here», que solo alcanza el puesto #114 en las listas inglesas.
En septiembre de 2012 el grupo lanzó el EP “Now or Never” que coincide con el 30.º aniversario del grupo. El EP incluye los sencillos “Now or Never”, “La La Love” y una versión del tema “Moves like Jagger” de Maroon 5. 
“Now or Never" llegó al puesto número 4 de la lista dance de US y al puesto 11 en la lista de sencillos.
En el año 2017 Sara y Keren se reúnen con Siobhan,por lo cual, planearon hacer una gira de 15 shows por el Reino Unido. La repercusión fue tal que tuvieron que añadir más fechas llegando a 22 shows que fueron un éxito total y se extendieron hasta el año 2018 en el cual también han estado actuando en varias ciudades de los Estados Unidos.
Tras la gira con la formación original (incluyendo a Siobhan), el dúo Bananarama está en medio de la grabación de su último disco que se retrasó debido a la reunión y gira del grupo con las tres componentes originales.

## Integrantes
- Sara Dallin (1981–actualidad)
- Keren Woodward (1981–actualidad)

### Exintegrantes
- Jacquie O'Sullivan (1988–1991)
- Siobhan Fahey (1981–1988, 2017–2018)

## Discografía
Lista de todos los trabajos realizados por el grupo, indicando las semanas de permanencia de cada uno en las distintas listas de éxitos y la posición máxima alcanzada en las mismas.

### Sencillos
Listas:
- Reino Unido: Top 75 Singles
- Estados Unidos: The Billboard Hot 100
- España: Lista oficial de AFYVE

| año  | Título del Sencillo                                | Álbum al que pertenece       | Top U.K. | semanas | Top EE. UU. | semanas | Top España | semanas |
| ---- | -------------------------------------------------- | ---------------------------- | -------- | ------- | ----------- | ------- | ---------- | ------- |
| 1981 | Aie A Mwana                                        | Deep Sea Skiving             | (92)     | 1       | -           | -       | -          | -       |
| 1982 | It Ain´t What You Do (It´s The Way That You Do It) | The Greatest Hits Collection | 4        | 10      | -           | -       | -          | -       |
| 1982 | Really Saying Something                            | Deep Sea Skiving             | 5        | 10      | -           | -       | -          | -       |
| 1982 | Shy Boy                                            | Deep Sea Skiving             | 4        | 11      | 83          | 4       | -          | -       |
| 1982 | Cheers Then                                        | Deep Sea Skiving             | 45       | 7       | -           | -       | -          | -       |
| 1983 | Na Na Hey Hey (Kiss Him Goodbye)                   | Deep Sea Skiving             | 5        | 10      | -           | -       | -          | -       |
| 1983 | Cruel Summer                                       | Bananarama                   | 8        | 10      | 9           | 18      | -          | -       |
| 1984 | Robert De Niro´s Waiting                           | Bananarama                   | 3        | 11      | 95          | 2       | -          | -       |
| 1984 | Rough Justice                                      | Bananarama                   | 23       | 7       | -           | -       | -          | -       |
| 1984 | Hot Line To Heaven                                 | Bananarama                   | 58       | 2       | -           | -       | -          | -       |
| 1984 | The Wild Life (editado sólo en Estados Unidos)     | Bananarama                   | -        | -       | 70          | 8       | -          | -       |
| 1985 | Do Not Disturb                                     | True Confessions             | 31       | 6       | -           | -       | -          | -       |
| 1986 | Venus                                              | True Confessions             | 8        | 13      | 1           | 19      | 14         | 9       |
| 1986 | More Than Physical                                 | True Confessions             | 41       | 5       | 73          | 5       | -          | -       |
| 1987 | A Trick Of The Night                               | True Confessions             | 32       | 5       | 76          | 7       | -          | -       |
| 1987 | I Heard A Rumour                                   | WOW!                         | 14       | 9       | 4           | 19      | -          | -       |
| 1987 | Love In The First Degree                           | WOW!                         | 3        | 12      | 48          | 10      | 12         | 23      |
| 1987 | I Can't Help It                                    | WOW!                         | 20       | 6       | 47          | 13      | 22         | 6       |
| 1988 | I Want You Back                                    | WOW!                         | 5        | 10      | -           | -       | 6          | 12      |
| 1988 | The Bananarama Mega-Mix (editado sólo en España)   | WOW!                         | -        | -       | -           | -       | 12         | 14      |
| 1988 | Love, Truth And Honesty                            | The Greatest Hits Collection | 23       | 8       | 89          | 3       | -          | -       |
| 1988 | Nathan Jones                                       | The Greatest Hits Collection | 15       | 9       | -           | -       | -          | -       |
| 1989 | Help!                                              | The Greatest Hits Collection | 3        | 9       | -           | -       | 1          | 19      |
| 1989 | Cruel Summer´89                                    | -                            | 19       | 6       | -           | -       | -          | -       |
| 1990 | Only Your Love                                     | Pop Life                     | 27       | 4       | -           | -       | -          | -       |
| 1991 | Preacher Man                                       | Pop Life"                    | 20       | 6       | -           | -       | -          | -       |
| 1991 | Long Train Running                                 | Pop Life                     | 30       | 5       | -           | -       | -          | -       |
| 1991 | Tripping On Your Love                              | Pop Life                     | (76)     | 1       | -           | -       | -          | -       |
| 1992 | Movin´On                                           | Please Yourself              | 24       | 5       | -           | -       | -          | -       |
| 1992 | Last Thing On My Mind                              | Please Yourself              | 71       | 2       | -           | -       | -          | -       |
| 1993 | More, More, More                                   | Please Yourself              | 24       | 4       | -           | -       | -          | -       |
| 1995 | I Found Love                                       | Ultraviolet                  | -        | -       | -           | -       | -          | -       |
| 1995 | Every Shade Of Blue                                | Ultraviolet                  | -        | -       | -           | -       | -          | -       |
| 1996 | Take Me To Your Heart                              | Ultraviolet                  | -        | -       | -           | -       | -          | -       |
| 2001 | Careless Whisper (editado sólo en Francia)         | Exótica                      | -        | -       | -           | -       | -          | -       |
| 2001 | If (editado sólo en Francia)                       | Exótica                      | -        | -       | -           | -       | -          | -       |
| 2005 | Move In My Direction                               | Drama                        | 14       | 4       | -           | -       | -          | -       |
| 2005 | Look On The Floor                                  | Drama                        | 26       | 2       | -           | -       | 12         | 7       |
| 2009 | Love Comes                                         | Viva                         | 44       | 1       | -           | -       | -          | -       |
| 2010 | Love Don't Live Here                               | Viva                         | 114      | 1       | -           | -       | -          | -       |

### Álbumes
- Reino Unido: UK top 75 álbumes
- Estados Unidos: The Billboard 200
- España: Lista oficial de "AFYVE

| año  | Título del álbum                                        | Top U.K. | semanas | Top EE. UU. | semanas | Top España | semanas |
| ---- | ------------------------------------------------------- | -------- | ------- | ----------- | ------- | ---------- | ------- |
| 1983 | Deep Sea Skiving                                        | 7        | 16      | 63          | 19      | -          | -       |
| 1984 | Bananarama                                              | 16       | 11      | 30          | 36      | -          | -       |
| 1986 | True Confessions                                        | 46       | 5       | 15          | 28      | -          | -       |
| 1987 | WOW!                                                    | 26       | 26      | 44          | 26      | 49         | 2       |
| 1988 | The Greatest Hits Collection                            | 3        | 37      | 151         | 9       | 2          | 47      |
| 1991 | Pop Life                                                | 42       | 1       | -           | -       | -          | -       |
| 1993 | Please Yourself                                         | 46       | 1       | -           | -       | -          | -       |
| 1996 | Ultraviolet (editado sólo en Estados Unidos y en Japón) | -        | -       | -           | -       | -          | -       |
| 2001 | Exótica (editado sólo en Francia)                       | -        | -       | -           | -       | -          | -       |
| 2002 | The Very Best Of Bananarama                             | 43       | 1       | -           | -       | -          | -       |
| 2005 | Drama                                                   | (169)    | 1       | -           | -       | -          | -       |
| 2007 | Greatest Hits And More, More, More                      | 61       | 1       | -           | -       | -          | -       |
| 2009 | Viva                                                    | (87)     | 1       | -           | -       | -          | -       |